# Fading (canción de Alle Farben e Ilira)
«Fading» es una canción del DJ alemán Alle Farben en colaboración con la cantante suiza Ilira. Fue lanzada a través de B1 Recordings GmbH y Sony Music Entertainment Company el 2 de noviembre de 2018 como el tercer sencillo del segundo álbum de estudio, Sticker On My Suitcase (2019) de Alle Farben y el segundo sencillo de Ilira.
Fue escrita por Junkx,Lennard Oestmann, Frans Zimmer, Kevin Zuber, Daniel Deimann, Pauline Skött, José David Peñín Montilla, Jaro Omar,Ruíz Marengo e Ilira, y producida por Junkx, Frans Zimmer, Kevin Zuber y Daniel Deimann. Alcanzó el número 16 en las listas individuales alemanas y el número 1 en las listas alemanas de Airplay, y duró cuatro semanas. En julio de 2019, alcanzó el número 1 en la radio española en Los 40, convirtiéndose en la canción más importante de la semana en España.

## Publicación
Fading fue lanzado el 2 de noviembre de 2018. El 9 de noviembre de 2018, el videoclip oficial apareció en el canal de YouTube Synesthesia TV , el perfil del sello musical de Alle Farben.

## Composición
Fading pertenece a la género Electro House y contiene elementos de la música Pop . La canción está escrita en si menor y tiene 122 latidos por minuto . Contiene las partes del coro de la canción Porcelain de la cantante sueca Skott. En consecuencia, fue mencionada como la autora de la obra con su nombre real Pauline Skött.

## Antecedentes
En una entrevista, ILIRA dijo que la canción iba sobre un amor desconocido, que te enamoras tanto de una persona al punto que sin esa persona no serias nada, como si esa persona fuese solo tu mundo.[cita requerida]

## Video musical
El videoclip fue lanzado el 9 de noviembre de 2018 y fue dirigido por Zak Stoltz. Se filmó en un set de grabación en Los Ángeles, Estados Unidos durante tres días durante octubre.[cita requerida]

## Posicionamiento en listas
| País     | Lista Certificadora | Mejor posición | Semanas |
| -------- | ------------------- | -------------- | ------- |
| Alemania | GfK Entertainment   | 16             | 27      |
| Austria  | Ö3 Austria Top 40   | 16             | 21      |
| España   | Los 40 Principales  | 1              | 2       |
| Suiza    | Schweizer Hitparade | 17             | 21      |